# Lijst van spelers van Holland Sport
Dit is een lijst van voetballers die minimaal één officiële wedstrijd hebben gespeeld in het eerste elftal van de Nederlandse voormalig betaaldvoetbalclub Holland Sport, SHS of voormalig NBVB-clubs Den Haag of Rotterdam.

## A
- Hanny Aardse
- Jaap Advocaat
- Valjko Aleksić
- Wim Anderiesen jr.
- Piet van Anraad (DH)

## B
- Aad Bak (R)
- Piet Bakers
- Henk Bartels
- Toon Bauman (DH)
- Gerrit Beekhuizen
- Jaap van den Berg
- Luc Bijker (DH)
- Hans Blankemeijer
- Van den Bogert
- Robbie van der Bol
- Siem Bolleboom
- Ed Boot
- Van den Borg (DH)
- Jan Boskamp
- Brandsma (R)
- Joop Braster
- Harry Broeders (R)
- Henny van der Broek
- Wout Buis

## C
- Cock Clavan (DH)
- Mick Clavan (DH)
- Jan Coenen
- Carlos Coutinho

## D
- Jan Dahrs
- Aad Dame (R)
- Piet Dekker
- Arie Don
- Hans Dorjee
- Koos van Dulleman
- Theo Dusbaba
- Erik Dyreborg

## E
- Fred Eckhardt
- Wim van Elderen
- Koos van Elleswijk
- Henny den Engelse
- Peter Esveld
- Jan Eversdijk
- Jan Everse (senior) (R)
- Jan Eype

## F
- Jan Fransz

## G
- Wim van der Gaag (R)
- Van Galen
- Jan van Geen
- Wim van de Graaf
- Piet Grootveld

## H
- Guus Haak
- Bertus de Harder (DH)
- Heelshof
- Frans van der Heide
- Jacques Heijster (R)
- Joop Heijster (R)
- Jonh Heikamp
- Henk Heimans
- Aad van der Hoek (R)
- Peter Hoet
- K. Hoogenboom (R)
- Theo Hoogeveen
- Jan Huntink
- Gerrie Hup

## I
- Cees IJspelder

## J
- Ferdinand Janotka
- Chiel Jansen
- Karel Jansen
- Cees de Jong

## K
- Ab Kentie (R)
- Jan de Kleijn
- Martin Kloor
- Dick Knoester
- Helmut Knollman
- Jan Koers (DH)
- Frans Kok
- Wim Koning (R)
- Piet Kraak (DH)
- Leen Kreibolder (DH)
- Ger Krist (DH)
- Chris Kronshorst
- Jan Kruitbosch
- Jan Kutterink

## L
- Wim van Laar
- Wim Landman (R)
- Anton de Lang
- De Lange
- Frits de Lange
- Jan de Letter
- Woody Louwerens

## M
- Piet van der Maas
- Wim Mangelmans (DH)
- Joop van Maurik
- Pim van de Meent
- Frans Mijnsbergen (R)
- Ljubomir Milić
- Ilija Mitić
- Johan Mommers
- Eddy Moreels
- Bennie Muller

## O
- Jan Olsthoorn
- Wim Onderstal
- Wim Onink (R)
- Tinus Osterholt (R)

## P
- Peet Peeters
- Joop Pothof
- Joop Pronk
- Fred Prosman

## R
- Wim Reijers
- Coen Rijshouwer (DH)
- Sjaak Roggeveen
- Bennie Roode
- Chiel de Roode
- Paul Roodnat
- Rob Roosendaal

## S
- Johnny Schaap
- Joop Schop
- Henk Schouten (R)
- Theo Spierings
- Kees Sprenkels
- J. van der Steen (DH)

## T
- John Terborg
- Jan Teske
- Roel Timmer
- Maarten Trommel

## V
- Reinier van der Vaart
- Theo Valkenhoff
- Toon Valkenhoff
- Leo Veldhuis (R)
- Verhagen
- Theo Verlangen
- Bas Versprille (R)
- Martin van Vianen
- Henk de Visser
- Leen de Visser
- Branimir Vratnjan
- Piet de Vries

## W
- Ton van Wijngaarden
- Lou Willems (DH)
- Arie de Wit
- Piet van Wouw

## Z
- Zaandam
- Wout Zuidgeest
- Theo Zuijderwijk
- Wim van Zuijlekom (R)
- Johnny van der Zwan
- Anton Zwarts
- Bram Zwarts
- Wim Zwarts (DH)